# Saropogon incisuratus
Saropogon incisuratus là một loài ruồi trong họ Asilidae. Saropogon incisuratus được Wulp miêu tả năm 1899. Loài này phân bố ở vùng nhiệt đới châu Phi và Cổ Bắc Giớil.